# Fostoria (Iowa)
Fostoria es una ciudad ubicada en el condado de Clay en el estado estadounidense de Iowa. En el Censo de 2010 tenía una población de 231 habitantes y una densidad poblacional de 188,16 personas por km².

## Geografía
Fostoria se encuentra ubicada en las coordenadas 43°14′31″N 95°9′21″O / 43.24194, -95.15583. Según la Oficina del Censo de los Estados Unidos, Fostoria tiene una superficie total de 1.23 km², de la cual 1.23 km² corresponden a tierra firme y (0%) 0 km² es agua.

## Demografía
Según el censo de 2010, había 231 personas residiendo en Fostoria. La densidad de población era de 188,16 hab./km². De los 231 habitantes, Fostoria estaba compuesto por el 96.54% blancos, el 0% eran afroamericanos, el 0% eran amerindios, el 0.43% eran asiáticos, el 0% eran isleños del Pacífico, el 0.87% eran de otras razas y el 2.16% pertenecían a dos o más razas. Del total de la población el 2.6% eran hispanos o latinos de cualquier raza.